# Renan Lodi
Renan Augusto Lodi dos Santos (* 8. dubna 1998 Serrana), známý jako Renan Lodi, je brazilský profesionální fotbalista, který hraje na pozici levého obránce za saúdskoarabský klub Al Hilal FC a za brazilský národní tým.

## Klubová kariéra

### Athletico Paranaense
Lodi, který se narodil v Serraně v São Paulu, se připojil k akademii Paranaense v roce 2012. Ligový debut v Sérii A si odbyl 14. října 2016, zápas proti Grêmiu skončil porážkou 0:1.
Lodi následně hrál v týmu do 23 let v Campeonato Paranaense a 25. března 2018 vstřelil svůj první seniorský gól. O tři dny později prodloužil smlouvu až do března 2021.
Lodi se stal pravidelným členem základní sestavy A-týmu pod novým manažerem Tiagem Nunesem a 10. srpna 2018 podepsal novou smlouvu až do roku 2022.

### Atlético Madrid

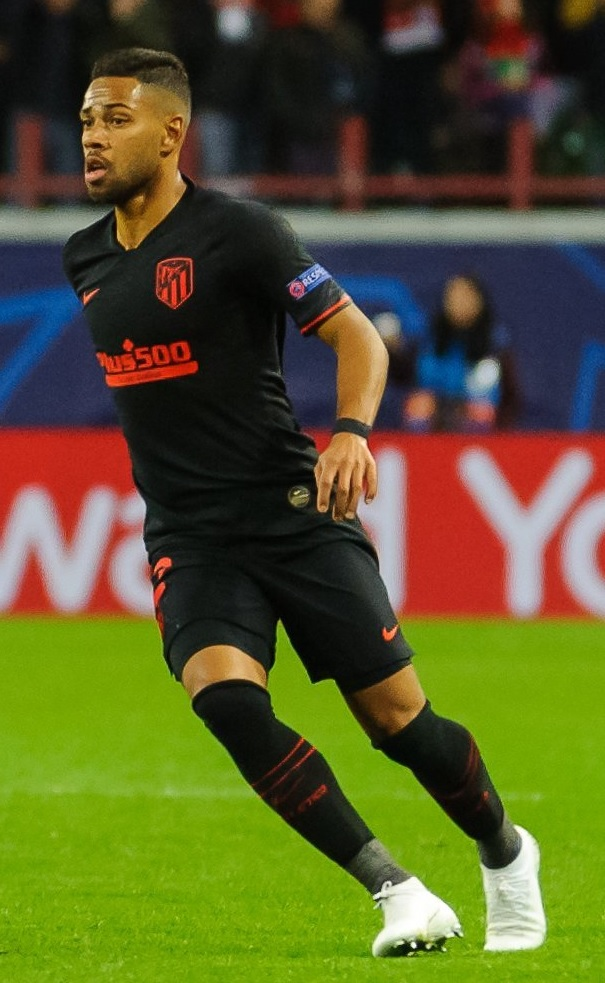
Lodi v dresu Atlética Madrid (2019)

Dne 28. června 2019 přestoupil Lodi do španělského prvoligového klubu Atlético Madrid. 7. července 2019 podepsal Lodi s klubem smlouvu na šest let. 24. listopadu 2019 Lodi vstřelil svůj první gól za Atlético při remíze 1:1 proti Granadě.

## Reprezentační kariéra
Lodi debutoval v brazilské reprezentaci dne 10. října 2019, když v zápase se Senegalem vystřídal Alexe Sandra.

## Statistiky

### Klubové
K 16. květnu 2021
| Klub            | Sezóna  | Liga    | Liga   | Liga | Státní liga | Státní liga | Pohár  | Pohár | Kontinentální poháry | Kontinentální poháry | Ostatní | Ostatní | Celkem | Celkem |
| Klub            | Sezóna  | Liga    | Zápasy | Góly | Zápasy      | Góly        | Zápasy | Góly  | Zápasy               | Góly                 | Zápasy  | Góly    | Zápasy | Góly   |
| --------------- | ------- | ------- | ------ | ---- | ----------- | ----------- | ------ | ----- | -------------------- | -------------------- | ------- | ------- | ------ | ------ |
| CA Paranaense   | 2016    | Série A | 3      | 0    | 0           | 0           | 0      | 0     | 0                    | 0                    | —       | —       | 3      | 0      |
| CA Paranaense   | 2017    | Série A | 0      | 0    | 7           | 0           | 0      | 0     | 0                    | 0                    | —       | —       | 7      | 0      |
| CA Paranaense   | 2018    | Série A | 24     | 0    | 11          | 1           | 1      | 0     | 12                   | 2                    | —       | —       | 48     | 3      |
| CA Paranaense   | 2019    | Série A | 3      | 0    | 0           | 0           | 1      | 0     | 6                    | 2                    | 2       | 0       | 12     | 2      |
| CA Paranaense   | Celkem  | Celkem  | 30     | 0    | 18          | 1           | 2      | 0     | 18                   | 4                    | 2       | 0       | 70     | 5      |
| Atlético Madrid | 2019/20 | La Liga | 32     | 1    | —           | —           | 0      | 0     | 9                    | 0                    | 2       | 0       | 43     | 1      |
| Atlético Madrid | 2020/21 | La Liga | 22     | 1    | —           | —           | 2      | 0     | 8                    | 0                    | —       | —       | 32     | 1      |
| Atlético Madrid | Celkem  | Celkem  | 54     | 2    | 18          | 1           | 2      | 0     | 17                   | 0                    | 2       | 0       | 75     | 2      |
| Celkem          | Celkem  | Celkem  | 84     | 2    | 18          | 1           | 4      | 0     | 35                   | 4                    | 4       | 0       | 145    | 7      |

### Reprezentační
K 17. listopadu 2020
| Brazílie | Brazílie | Brazílie |
| Rok      | Zápasy   | Góly     |
| -------- | -------- | -------- |
| 2019     | 4        | 0        |
| 2020     | 4        | 0        |
| Celkem   | 8        | 0        |

## Ocenění

### Klubové

#### CA Paranaense
- Campeonato Paranaense: 2018
- Copa Sudamericana: 2018

#### Atletico Madrid
- La Liga: 2020/21